# Panamomops palmgreni
Panamomops palmgreni är en spindelart som beskrevs av Thaler 1973. Panamomops palmgreni ingår i släktet Panamomops och familjen täckvävarspindlar. Inga underarter finns listade i Catalogue of Life.